# استیو باکستون (بازیکن فوتبال، زاده ۱۹۶۰)
استیو باکستون (انگلیسی: Steve Buxton؛ زادهٔ ۱۳ مارس ۱۹۶۰) بازیکن فوتبال است.
از باشگاه‌هایی که در آن بازی کرده‌است می‌توان به باشگاه فوتبال نورتویچ ویکتوریا و باشگاه فوتبال آلترینچام اشاره کرد.